# Iittala
Iittala es una compañía finlandesa que se dedica a la creación de cristalería y artículos para la mesa altamente creativos bajo el concepto del "diseño escandinavo moderno". La empresa está compuesta por diversas marcas como Arabia, Hackman, Iittala, BodaNova, Höganäs Keramik, Rörstrand y Hoyang-Polaris. Iittala le otorga una gran importancia al diseño de objetos convocando a colaborar a importantes diseñadores: Alvar Aalto, Aino Aalto, Konstantin Grcic, Alfredo Häberli, Harri Koskinen y Timo Sarpaneva, entre otros.

## Origen

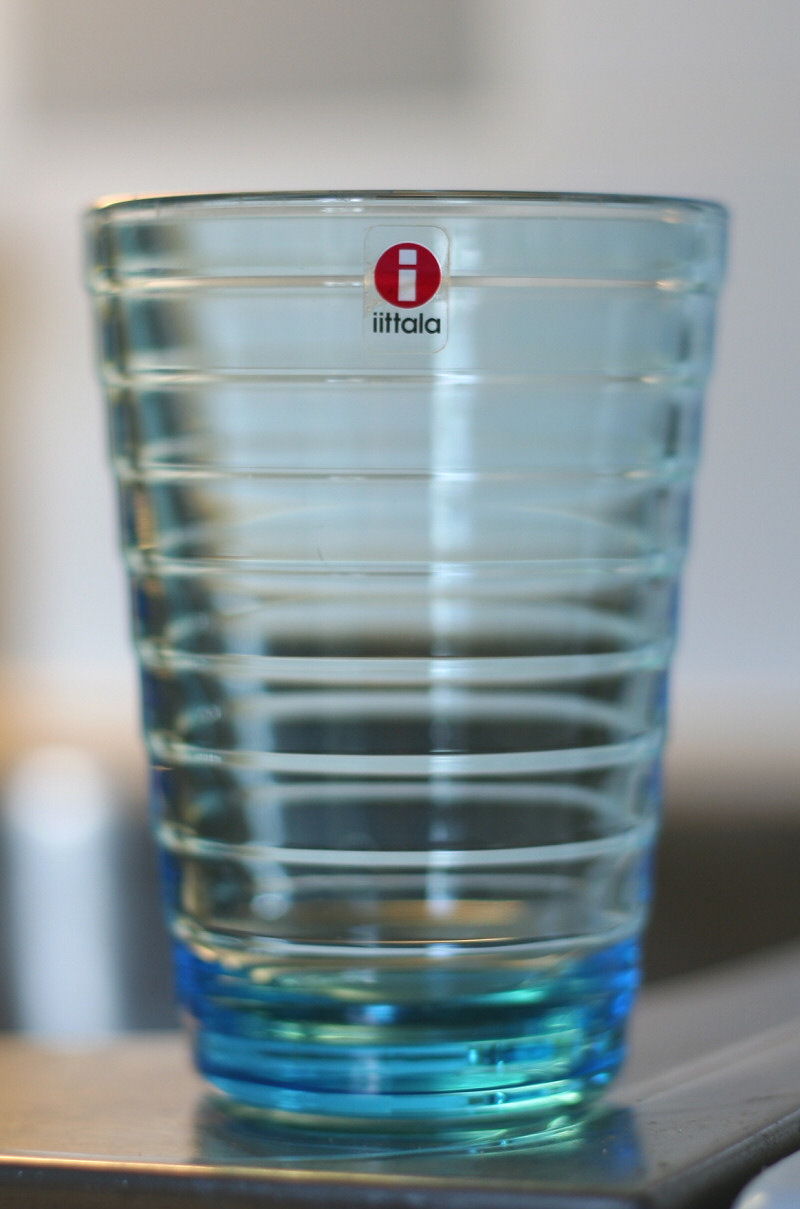
Vaso Bölgeblick, Aino Aalto

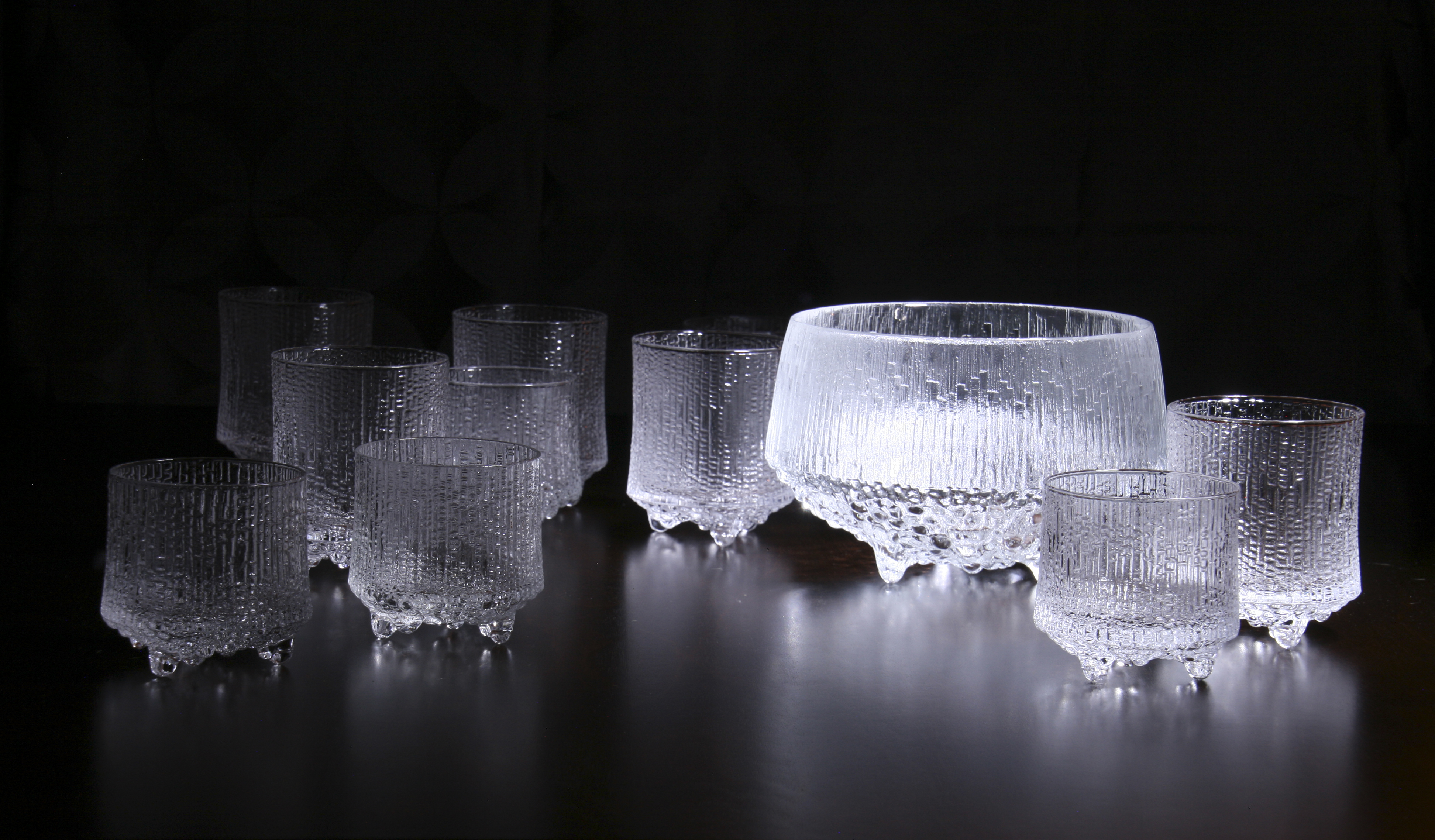
Última Thule, Tapio Wirkkala

Fue fundada en 1881 por el soplador de vidrios sueco Peter Magnus Abrahamson. Con unas cuantas excepciones, hasta 1920 Iittala, los sopladores, los modelos de los productos y los diseños provinieron de Suecia, de Alemania, de Dinamarca y de Bélgica. El primer diseñador de la casa fue Alfred Gustafsson. A partir de una iniciativa por entonces subdirector Claës Norstedt en 1903 Alfred Gustafsson creó la serie de vasos Grandes Hombres. En 1929 Iittala fue reconocido en la Exposición Internacional de Barcelona. En 1932 Göran Hongell, hijo de Hilda Hongell, fue contratado por Karhula-Iittala. Él inició una forma de colaboración entre diseñadores que traían los dibujos al taller y preguntaban a los sopladores sobre aspectos técnicos. Otros diseñadores que han colaborado con Iittala son Gunnel Nyman y Lisa Johansson-Pape.

## Objetos representativos
Muchos de los objetos que fabrica Iittala fueron desarrollados por grandes diseñadores como Aino Aalto y Alvar Aalto. Ellos llevaron el funcionalismo a Iittala en los años 30. En 1932 Aino Aalto participó y obtuvo el segundo lugar en la competencia de diseño organizada por Iittala con su serie Bölgeblick. Los vasos fueron presentados en Londres en 1933 y en la Trienal de Milán, donde obtuvieron el gran premio en 1936 y la medalla de oro en 1954.  Estos vasos se encuentran al día de hoy en producción. En conjunto con Alvar Aalto diseñó el vaso Aalto (1933), el Set Flor (1939) y el Vaso Savoy (1936). Este es uno de los más famosos objetos de diseño de la empresa, que fue presentado en la Exposición Mundial de París de 1937 y aun se produce en la actualidad.
En 1946 la empresa organiza un concurso de cristalería artística en el que Tapio Wirkkala y Kaj Franck resultaron ganadores. Los trabajos innovadores y poco convencionales de los diseñadores, como los jarrones Kantarelli (1946) de Wirkkala, supusieron una nueva dirección para Iittala y una renovación del diseño de cristalerías en Finlandia. Más tarde trabajó para Iittala Timo Sarpaneva, produciendo objetos de vidrio esculturales y diseñó la primera cristalería moderna de la compañía, la i-Collection, destinada a la fabricación en serie. Los diseños de Wirkkala y Sarpavena influyeron enormemente en los objetos de cristal fabricados en las décadas de 1960 y 1970.